# Le Cochon danseur
Le Cochon danseur, también conocido como El cerdo bailarín, es una película muda de tipo burlesque, en blanco y negro que solo dura 4 minutos y fue lanzada en el año 1907 por la compañía francesa Pathé.

## Contenido
Un cerdo gigante antropomórfico despliega su talento artístico junto a una joven. Primero intenta pedirle comida (y luego seducirla) pero ella lo rechaza y lo avergüenza cuando le quita la ropa elegante y lo deja desnudo. Luego la chica hace bailar al cerdo y los dos empiezan a bailar juntos, y finalmente a caminar hacia las cortinas detrás de ellos. Vuelven a salir con el cerdo vestido de mujer y repiten el acto de danza. El cerdo después vuelve a salir, solo y riendo vestido tan solo con los pololos femeninos. A continuación, se muestra un plano cercano final donde se ve al cerdo de nuevo con su traje elegante mover la lengua, cómo los ojos dan vueltas, mueve las orejas y al final muestra los dientes.

## Recepción de la crítica
No quedó ni quedará claro nunca lo que el director pretendió ilustrar en los veinte segundos finales. Una opción es que simplemente se trate de una demostración de las notables mecánicas del disfraz de cerdo. Probablemente el cortometraje se inspira en un acto de vodevil contemporáneo.
La película había caído en el olvido durante más de un siglo, pero ganó notoriedad alrededor de 2007. Se convirtió en un meme de Internet, y Clarisse Loughrey afirmó que la película "definitivamente entrará en tus pesadillas esta noche".